# Malinec
Malinec je malá vesnice, část obce Kbel v okrese Plzeň-jih v Plzeňském kraji. Nachází se asi 1,5 kilometru jihovýchodně od Kbela. Prochází zde silnice II/182. Je zde evidováno 39 adres. V roce 2011 zde trvale žilo 80 obyvatel.
Malinec je také název katastrálního území o rozloze 3,75 km². V katastrálním území Malinec leží i Mečkov.

## Historie
První písemná zmínka o vesnici pochází z roku 1379.

## Obyvatelstvo
| Rok            | 1869 | 1880 | 1890 | 1900 | 1910 | 1921 | 1930 | 1950 | 1961 | 1970 | 1980 | 1991 | 2001 | 2011 | 2021 |
| -------------- | ---- | ---- | ---- | ---- | ---- | ---- | ---- | ---- | ---- | ---- | ---- | ---- | ---- | ---- | ---- |
| Počet obyvatel | 263  | 262  | 200  | 206  | 209  | 210  | 198  | 162  | 139  | 115  | 121  | 105  | 94   | 80   | 92   |
| Počet domů     | 47   | 44   | 41   | 43   | 39   | 39   | 42   | 43   | 51   | 34   | 33   | 35   | 36   | 37   | 39   |

## Obecní správa
Při sčítání lidu v letech 1850–1963 Malinec byl samostatnou obcí v okrese Přeštice. Od roku 1964 je částí obce Kbel v okrese Plzeň-jih. V letech 1850–1963 k obci patřil Mečkov.

## Pamětihodnosti
- Malinecká lípa
- Synagoga v Malinci